# あいりんドリーム
『あいりんドリーム』は、猫部ねこによる日本の少女漫画、ギャグ漫画。『なかよし』（講談社）において、1995年5月号から1996年7月号まで連載された。全3巻。

## ストーリー
主人公の少女富里麗史は中学1年生。彼女は学業優秀、容姿端麗で男子からの人気も高かったが、誰にもいえない秘密があった。彼女の家は母子家庭で、とても貧しいのだ。母は働きに出ているので、麗史は小学生の弟とともに家庭を切り盛りしている。そのためか麗史は人一倍金持ちになることへの執着が強い。彼女は中学校で金持ちの子息の折舘くんに恋をしていた。彼も麗史には気があるようだ。折舘くんはハンサムで、成績優秀な優しい少年なのだが、優柔不断なところがあり、麗史はそれを不満に思っている。
そんなときに、美少女のあいりん（瀬生愛鈴）が現れた。彼女は天然系のキャラクターで学校を知らない。麗史は、どうやらあいりんは世間知らずの金持ちの娘だと感知し、篤くもてなす。あいりんは小さい体と、精神年齢の幼さからは想像もできないが、実は麗史と同じ中学1年生だったのだ。さらに彼女の執事である美少年ののりみん（徳巳郁一）が登場する。このちょっと嫌味な少年も彼女たちと同年だった。彼は麗史の本性を敏感に察知し、麗史をあいりんから遠ざけようとする。
麗史は折舘くんに誕生日パーティに誘われるが、着ていくドレスがない。そこであいりんをうまく利用し、ドレスを手に入れようとする。折舘くんは、この場で麗史に告白しようと考えるが、父はすでに許婚を決めているという。折舘くんは麗史のことを告げようとするがなかなか切り出せない。一方の麗美は、あいりん、のりみんと共にパーティーに到着する。しかし、豪華な場に緊張を禁じえない麗史は、つまずいて転んでしまうが、その際に彼女にハンカチを差し出したK様（本名・容姿不明、ハンカチに記されていたイニシャルからそう呼ばれる）に恋をしてしまう。一方、折舘くんの許婚は麗史同様パーティーに招待されていたあいりんであることが判明する。愕然とする折舘くんだったが、麗史の心はすでにK様に移っており、あいりんと共にその場をさっそうと立ち去るのであった。
その後、麗史はあいりんの熱い要望もあり、一緒に私立の学校に通うこととなる。麗史はあいりんとともにK様を求めて、学校を転々とするのであった。

## 登場人物
富里麗史（とみさと れいみ）
13歳の中学1年生。通称レミ。その可愛さから学園のアイドルだった。実家は貧乏な母子家庭で母親は働きに出ているため、一人で家庭を切り盛りし、弟の面倒を見ている。そのため金への執着が人一倍強く、将来は金持ちと結婚してリッチな生活を送ることが夢。男の子へのチェックが厳しく、打算的でミーハーな性格だが、面倒見が良い。あいりんの付き人として学校を転々とすることに。
瀬生愛鈴（せのう あいりん）
12歳の中学1年生。通称あいりん。中学生とは思えない程幼く、かわいらしい性格。初めての友人麗史に出会い、同じ学校に通うことを懇願する。瀬生グループの娘で、今まで学校に行かずに育ってきたので世間知らず。
徳巳郁一（のりみ ふみかず）
中学1年生ながらあいりんの執事・付き人を務めている。あいりんからは「のりみん」と呼ばれる。しっかり者。麗史の本性を見抜き、あいりんから遠ざけようとしている。あいりんに対しとても過保護で初対面の春蘭からも呆れられた程。あいりん以外の人間には至って不愛想だが容姿は整っているらしく、初対面だった麗史からは「ちょっと格好いい」と評され、共学の青鯛学園に転校した際には女子から人気を博す。
麗史のことは嫌っていたが、あいりんを大切に思っていることを知って和解する。
水橋春蘭（みなはし しゅんらん）
金の砂学園に通う中学1年生で学級委員長。学校では眼鏡を掛けており、黙っていれば美人。実は父親の事業がうまくいっておらず、麗史と同じ貧乏人で、お嬢様学校である当学園ではそのことを隠している。麗史とは八百屋で残り1本の大根を取り合った因縁があり、転校してきた麗史を警戒していた。のりみんの依頼で麗史を金の砂学園から退学に追い込むように目論むが、結局麗史と喧嘩して、ともに学園を退学になり、あいりんの付き人として学校を転々とすることに。家でたくさん猫を飼っている。
富里聖光（とみさと まさひこ）
麗史の弟。小学5年生。家庭が貧しいこともありしっかりしているが、姉の作った料理(カレーやみそ汁)に具が入っていなかったり、あいりんとゲームで対戦したりするなど、子供らしい一面もある。
同じ学校の女子から人気があり、麗史が久々に帰宅した際、姉の留守中にたくさんのガールフレンドを自宅に招いて頻繁に一緒に遊んでいことが発覚。本人は悪いことだとは思っておらず、その日は麗史から深夜まで説教された。
折舘一成（おりたち かずなり）
中学1年生。折舘グループの御曹司。容姿端麗・成績優秀だが、優柔不断な一面も。金目当ての麗史と事実上の恋人関係にあったが、K様に出会った麗史にあっさり捨てられる。あいりんの許嫁だったが、折舘家のパーティーに出席したあいりんから対面して即縁談を断わられて話が白紙に戻る。
秋葉路砂幸（あきはみち さゆき）
青鯛学園の中学1年生。K様の婚約者。学園に多額の献金をしているため、学園をやりたいように操っている。その美貌とスタイルで麗史に生まれて初めての敗北感を味わわせる。しかし、性格は非常にワガママ。
転校生して来たのりみんを取り巻きの男子生徒の一人にして侍らせようとするが、のりみんのあいりん第一発言に激怒してのりみんを監禁、嫉妬したあいりんを排除しようと画策する。あいりんを本人だとは知らずに気に入り、「子猫ちゃん」呼んでペットとして可愛がり、あいりんが名を名乗った際にはショックを受けていた。

美高弥也（みたか ひろや）
中学1年生。女の子好きだが、抜けた一面も。銀の浜学園へ向かう途中で、麗史たちに出会い、麗史からK様に間違えられる。その後、麗美たちが転校した青鯛学園に転校してくる。

## 登場した学校
最初に麗史が通っていた中学校
特に名前は出てこない。普通の中学校と推定される。
金の砂学園
超お嬢様学校。麗史はあいりんとともにこの学校に編入する。男子部と女子部に分かれていたため、麗史は目的を果たせず、他の学校に転校することを画策する。麗史は、のりみんと共謀して麗史を追い落とそうとした春蘭とともに退学処分を受けてしまう。
銀の浜学園
島にある学校。実体はなく、1人の男が理事長と生徒会長を務める学校だった。
青鯛学園
超お坊ちゃま・お嬢様学校。共学校のためあいりん、麗史、春蘭とともにのりみんも編入。

## 書籍情報
- コミックス『あいりんドリーム』 講談社〈講談社コミックスなかよし〉: 全3巻
  1. 1996年2月3日発行、ISBN 4-06-178825-6
  2. 1996年7月3日発行、ISBN 4-06-178837-X
  3. 1996年11月2日発行、ISBN 4-06-178848-5